# 肯尼思·里士满
肯尼思·里士满（英語：Kenneth Richmond，1926年7月10日—2006年8月3日），英国男子摔跤运动员。他曾代表英国参加1948年、1952年、1956年和1960年夏季奥林匹克运动会摔跤比赛，其中1952年奥运会获得一枚铜牌。